# Música de siempre
Música de siempre es una película de comedia musical mexicana de 1958producida y escrita por Alfonso Patiño Gómez, y dirigida por Tito Davison. Esta película contó con la participación especial de numerosos actores y actrices conocidos y de reparto, quienes fueron parte de la Época de Oro del cine mexicano.
Fue producida por la Asociación Nacional de Actores que proporcionó trabajo a cientos de sindicalistas en un momento en que el jefe del Departamento del Distrito Federal, Ernesto P. Uruchurtu, tomó medidas enérgicas contra el negocio del entretenimiento.

## Argumento
La película es una combinación de actos musicales con una historia de un conserje de teatro, interpretado por el comediante Manuel «El Loco» Valdés, que intenta persuadir a dos productores de películas para que hagan una película sobre música. Entre los artistas que aparecen en esta película destacan Libertad Lamarque, Toña la Negra, Yma Súmac, Edith Piaf y Angélica María de catorce años, junto con Altia Michel, Germán Valdés «Tin-Tan»,  Adalberto Martínez «Resortes», Agustín Lara, Alejandro Algara y Yolanda Montes «Tongolele».
Música de siempre fue una de las primeras películas mexicanas filmadas a color. Los lujosos conjuntos y trajes coloridos crearon un espectacular que no solo fue entretenido, sino que es un registro histórico de algunos de los artistas más famosos de México y Latinoamérica.

## Reparto
- Miguel Aceves Mejía
- Alejandro Algara
- Luis Aragón
- Lupe Carriles
- Joaquín Cordero
- José Luis Fernández
- Ernesto Hill Olvera
- Araceli Julián
- Elena Julián
- Rosalia Julián
- Toña la Negra
- Libertad Lamarque
- Agustín Lara
- Miguel Manzano
- Antonio de Marco
- Adalberto Martínez «Resortes»
- Arturo Martínez
- Angélica María como Bailarina
- Altia Michel
- Antoñita Moreno
- Roz Ortolani
- José Pardavé
- Édith Piaf
- Óscar Pulido
- Katina Ranieri
- Amalia Rodrigues
- Amalia Rodríguez
- Humberto Rodríguez
- Kay Servatius
- Arturo Soto Rangel
- Yma Súmac
- Yolanda Montes «Tongolele»
- Rina Valdarno
- Germán Valdés «Tin-Tan»
- Manuel «El Loco» Valdés
- Martha Valdés
- Hernán Vera
- Vicente Lara
- Maricarmen Vela como Mujer de comercial